# Костоглод, Александр Викторович
Алекса́ндр Ви́кторович Костогло́д (31 мая 1974, Ростов-на-Дону, РСФСР, СССР) — российский гребец, призёр Олимпийских игр, многократный чемпион мира, заслуженный мастер спорта.

## Спортивная карьера
Начал заниматься греблей на байдарках и каноэ в подростковом возрасте благодаря своему первому тренеру – Александру Львовичу Абрамянцу. Спортсмену было 15 лет, когда Абрамянц посетил школу, в которой учился Александр Костоглод, и рассказал о наборе в секцию – юноша решил попробовать свои силы в этом виде спорта. На протяжении всей своей карьеры он занимается у Александра Абрамянца, и проходит вместе с ним подготовку ко всем спортивным мероприятиям в стране и за границей. 
На Олимпийских играх Александр дважды завоевывал серебряные медали в 2004 году в каноэ-двойке на дистанции 1000 м (с Александром Ковалёвым) и 2008 году в двойке на дистанции 500 м (Сергеем Улегиным). В 2004 году в Афинах Александр стал также бронзовым призёром в каноэ-двойке на дистанции 500 м (с Александром Ковалёвым). Александр принимал участие в Олимпийских играх 1992 в каноэ одиночке на дистанции 1000 м став 10,  и в 2000 году в Сидней на дистанции в каноэ двойке (с Александром Ковалёвым) на 1000 м заняв 4 место и на 500 м были на 6 месте.
На чемпионатах мира Александр Костоглод 6 раз становился чемпионом, 5 раз серебряным призёром и 7 раз бронзовым в каноэ-двойках и четвёрках на различных дистанциях.
На чемпионатах европы Александр Костоглод 8 раз становился чемпионом, 5 раз серебряным призёром и 6 раз бронзовым в каноэ-двойках и четвёрках на различных дистанциях.
37-кратный чемпион России.

## Образование
Окончил: Кубанскую государственную академию физической культуры ( КГУФКСТ),
Российская академия народного хозяйства и государственной службы при Президенте РФ, Москва

## Семья
Живёт в Ростове-на-Дону. Жена Татьяна, сын Артем, дочь Ольга, вторая дочь Александра. Хобби – рыбалка.